# Коловрат (группа)
«Коловра́т» — российская рок-группа радикальной националистической направленности, являющаяся культовой среди русских националистов и неонацистов.

## История
Весной 1994 года Денис Герасимов познакомился с вокалистом Владимиром «Балу» Аникиным и предложил ему создать группу, игравшую бы рок против коммунизма.
Изначально группа называлась «Русское гетто», репетиции проводились дома у Герасимова. Первое время Аникин также играл на гитаре, в то время как Герасимов выполнял роль бас-гитариста, иногда музыканты использовали драм-машину. Первый состав группы был нестабилен, гитарист Аркадий и барабанщик по прозвищу «Гроб», с которыми группа провела первую репетицию 1 августа 1994 года, вскоре покинули группу, а заменивший Аркадия гитарист «Боб» играл в «Русском гетто» лишь несколько месяцев.
Найти гитариста коллективу долго не удавалось, на гитаре стал играть сам Герасимов, а басистом стал Игорь «Химик» Дронов; на барабанах играл Андрей «Тарас» Тарасов. Спустя несколько месяцев было записано демо «Готовый разрушать», однако вследствие низкого качества записи оно так и не было издано, а сама плёнка была утеряна.
В апреле 1995 года группа записала свое второе демо под названием «Слава России!». В мае того же года Андрей Тарасов и Игорь Дронов ушли в армию по призыву, ввиду чего группа не функционировала почти 2 года. В этот период Денис Герасимов принимал участие в хардкор-панк-коллективах Пурген и Skygrain в надежде найти музыкантов для собственного коллектива. После возвращения Дронова в конце 1996 года в группу пришёл барабанщик по прозвищу «Палец» и возобновились репетиции. 5 апреля 1997 года в клубе «Русский форт» на фестивале «День русской нации» состоялся первый концерт группы.
После концерта Денис Герасимов набрал полностью новый состав, с августа 1997 года в группе играли Александр «Трояк» Астахов (вокал), Денис Герасимов (ритм-гитара), Максим Романенко (соло-гитара), Алексей «Леопольд» Карапузов (бас-гитара) и Вячеслав Чекменёв (ударные). Тогда же название было изменено на «Коловрат». 23 сентября 1997 года новый состав дебютировал на фестивале «ISD Memorial» вместе с группами «Ультра», «Радегаст» и «T.N.F.». 

В декабре 1997 Алексей Карапузов вместе с Григорием «Кошкой» были арестованы и приговорены судом к 20 годам лишения свободы за убийство знакомого. После этого в группу вернулся Игорь Дронов, «Коловрат» занялся подготовкой материала для дебютного альбома «Национальная революция», записанный в ноябре 1998 года.
С выходом альбома «Коловрат» начал концертировать по России, одновременно работая над материалом для второго альбома. Вокалист Астахов покинул коллектив в связи с избыточной нагрузкой в конце мая 1999 года. 12 июня 1999 года неизвестными был убит бас-гитарист Игорь Дронов, игравший большую роль в становлении группы. После нескольких месяцев молчания «Коловрат» нашёл нового вокалиста Александра Тимоничева и басиста Дмитрия Езепова, до этого игравшего в группе «Вандал». Первое выступление в обновленном составе состоялось в сентябре 1999 года на концерте, посвящённому памяти Игоря Дронова.
В начале 2000 года группа стала работать над новым альбомом под названием «Кровь патриотов» в студии. Одновременно с альбомом группа также записала песни для сплита с немецкой группой «Nahkampf» а также для нескольких компиляций. Альбом «Кровь патриотов» был выпущен весной 2000 года и многими поклонниками считается лучшим альбомом в дискографии группы. Летом того же года группа вновь столкнулась с проблемами с составом: вокалист Тимоничев был вынужден покинуть коллектив в пользу карьеры юриста, барабанщик Святослав ушёл по причине наследственного сердечного заболевания, бас-гитарист Дмитрий оставил группу вследствие злоупотребления алкоголем.
С этого времени Денис Герасимов решил взять на себя роль основного вокалиста. В 2004 году после концерта на съезде неонацистов в Чехии Денис Герасимов был арестован, по подозрению в пропаганде неонацизма, а затем дважды оправдан городским и районным судами Праги. Через полтора года он вернулся в Россию.
Все это время группа работала над альбомом «Узник совести», а тогдашний клавишник был вынужден поддерживать концертную деятельность, исполняя баллады.
4 ноября 2009 года группа впервые открыто выступила в центре Москвы на Болотной площади.
Второй открытый электрический концерт прошёл спустя 4 года, 4 ноября 2013 года в районе Люблино, на котором были исполнены 7 песен из готовящегося тогда студийного альбома и несколько лучших песен группы.

## Стиль
Музыкальный стиль группы постоянно претерпевал изменения. Изначально «Коловрат» исполнял RAC (неонацистский рок) с заметными влияниями трэш-метала, однако в начале нулевых оно стало преобладать, что особенно сильно проявилось в альбоме «Радикальный голос». В 2010-х группа также стала превносить элементы других «металических» поджанров (блэк-, дэт-, хэви-, пауэр- и прогрессив метал), хотя подобные тенденции в той или иной степени прослеживались и в более раннем творчестве. Вместе с тем группа уделяет внимание балладному творчеству — даёт отдельные балладные концерты, также было выпущено несколько альбомов, состоящие полностью из баллад («Имперский флаг», «Думая о России»).
Кроме собственных песен, сочинённых Денисом Герасимовым, в репертуаре также много переведённых на русский язык песен западных ультраправых групп, а также сплитов с ними.
В начале 2000-х годов в интернете по адресу kolovrat.org работал официальный сайт группы, на котором можно было узнать о музыкантах, заказать диски, а также прочитать отчёты о концертах и статьи.
Темы песен: русский национализм, будни скинхедов («Московские Бритоголовые», «Качай Железо», «Синяя болезнь»), воспевания белого расизма, социальной справедливости («1 мая», «Забастовки»), европейской солидарности («Россия принадлежит нам»), антикоммунизма («Я ненавижу коммунистов», «Красный террор»), гетеросексуальной любви («Молодая и Русская», «Белые волки»), восхваление русских коллаборационистов («Походная песня бойцов РОНА», «Герои РОА», «Песня Казаков Вермахта»), однако в последнее время усиливается роль иных сражений в истории России («Сталинград», «Бородино», «Дмитрий Донской»).

## Состав
- Денис Герасимов — вокал, гитара, тексты песен
- Антон Бузмаков — гитара
- Павел Жуколенко — клавишные
- Роман Лозинский — барабаны
- Илья Сутула — бас-гитара

### Бывшие участники
- Владимир «Балу» Аникин — вокал
- Алексей Карапузов — бас-гитара
- Александр Астахов — вокал
- Александр Перес Суарес (Тимоничев) — вокал
- Максим Романенко — гитара, бэк-вокал
- Дмитрий Езепов — бас-гитара
- Вячеслав Чекменев — ударные
- Игорь Дронов — бас-гитара
- Дмитрий «Садко» Плеханов — вокал, клавишные
- Илья — бас-гитара

## Дискография

### Демо-альбомы
| Название                                             | Год выпуска |
| ---------------------------------------------------- | ----------- |
| Готовый разрушать («Русское гетто») (не был выпущен) | 1994        |
| Слава России! («Русское гетто»)                      | 1995        |
| Тотальная война                                      | 2003        |

### Студийные альбомы
| Название                         | Год выпуска |
| -------------------------------- | ----------- |
| Национальная революция           | 1998        |
| Кровь патриотов                  | 1999        |
| Девятый вал White Power          | 2002        |
| Эра правой руки                  | 2002        |
| Пробивая молотом дорогу к победе | 2003        |
| Узник совести                    | 2004        |
| Радикальный голос                | 2007        |
| Тотальная война                  | 2008        |
| Имперский флаг                   | 2014        |
| Правое дело                      | 2016        |
| Думая о России                   | 2017        |
| Political Activism               | 2019        |

### Концертные альбомы
| Название                                   |
| Рок Кованных Сапог (1999)                  |
| Памяти Яна Стюарта (2004)                  |
| Live At Sons Of Europe Side By Side (2018) |
| ------------------------------------------ |

### Сплит-альбомы
| Название                                                                       | Год выпуска |
| ------------------------------------------------------------------------------ | ----------- |
| Русско-немецкое НС Единство (Split с Nahkampf)                                 | 2000        |
| European Freedom Express (Split с Guarda de Ferro)                             | 2007        |
| A Tribute To Ken & Brutal Attack (Split с Frakass)                             | 2008        |
| Unity in action (Split с Hassgesang)                                           | 2009        |
| Элитное Братство (Split с Imperium, October 15 & Attack)                       | 2010        |
| Триединство (Split с Арья Варта & Камаедица)                                   | 2012        |
| Blood Bounded Alliance (Split с Brutal Attack, Faustrecht, Archivum & Frakass) | 2014        |

### Переиздания
| Название                                           | Год выпуска |
| -------------------------------------------------- | ----------- |
| Узник совести (переиздание)                        | 2005        |
| Radical Voice (англоязычное переиздание)           | 2008        |
| Radikal Stimme (немецкоязычное переиздание)        | 2009        |
| Brother War (англоязычное переиздание)             | 2016        |
| Bruderkrieg (немецкоязычное переиздание)           | 2016        |
| Unity in action (Split с Hassgesang) (переиздание) | 2020        |

### Трибьюты
| Название                                      | Год выпуска |
| --------------------------------------------- | ----------- |
| Коловрат над всем миром — Трибьют — Часть № 1 | 2005        |
| Коловрат — Tribute 2010                       | 2010        |

### Концертные записи
- 1999 — Третий Тайм (Концерт в Москве) 09.03 (live)
- 1999 — За Пряниками (Концерт в Туле) (live) (28.10.1999)
- 2000 — Концерт в Москве (Памяти Игоря Тополина 16.02) (bootleg)
- 2000 — Концерт в Рязани 04.03 (bootleg)
- 2000 — Концерт в Питере 18.03 (bootleg)
- 2000 — Коловрат на радио (фейк) (bootleg)
- 2003 — Live in Selivaniha (bootleg)
- 2003 — Концерт в Екатеринбурге (bootleg)
- 2003 — Память Яна Стюарта (Live in Harkov 4.10.03) (bootleg)
- 2004 — Концерт Коловрат 20 ноября в Доме Славянской Музыки (bootleg)
- 2005 — Концерт Колояр (bootleg)
- 2005 — Концерт с Франком Реннике МОСКВА (bootleg)

### Сборники с участием группы
| Название                                            | Год выпуска |
| --------------------------------------------------- | ----------- |
| No One Don’t Like Us But We Don’t Care (Компиляция) | 2006        |
| Lost Freedom (Tribute to Varg Vikirnes) (Трибьют)   | 2007        |

### Каверы
Каверы «Коловрата»
На счету музыкального коллектива множество кавер-версий песен как российских, так и зарубежных исполнителей. Из песен российских исполнителей это «Честь и кровь» группы «Штурм», «Нож платит по счетам» группы «Krüger», «Каскадёры» группы «Земляне» (позднее запрещённая в России). Из песен зарубежных это Iron Maiden — Aces High (Знамя ввысь!), Honor — Narodowy Socjalizm, Legion 88 — Legion Blanche (''Белый легион''), Burzum — My Journey To The Stars, Cock Sparrer — England Belongs To Me (Россия принадлежит нам), а также каверы на песни из фильма Romper Stomper Skinhead (Коловрат. Россия и «P.O.T.B 2003»), Hail Victory (Слава победе) и Snow Fell.
Каверы на «Коловрат»
Песни «Коловрата» также становились объектом кавер-версий других групп. В 2005 году российской NSBM-группой «Holdaar» была записана кавер-версия на песню «Блеск Рассвета», вошедшую в демо-альбом «Противление», выпущенный в 2007 году. Группой «Темнозорь» был записан кавер на балладу «Герои РОА». Песни «Гей-скины России» (в оригинале — «Коловрат. Россия»), «Эра правой руки», «Два брата» и «Я ненавижу натуралов» (в оригинале — «Я ненавижу коммунистов») были спародированы антифашистским музыкальным гей-скинхед-коллективом «Злой Ой». В 2010 году вышел трибьют-альбом «Коловрат — Tribute 2010», состоящей из кавер-версий песен "Коловрата".

## Запрет отдельных песен в России
В федеральный список экстремистских материалов были внесены 49 песен группы: «Радикальный голос», «Львы и шакалы», «Политические солдаты, «Славянский дух», «Демократия свинца», «Стражи Отчизны», «Клич нордической крови», «Полицейское государство», «Знак судьбы», «Каскадёры», «Слава Руси», «Честь и кровь», «Россия», «Нигер, убирайся вон», «Арийский реванш», «Московские бритоголовые», «Кровь Патриотов», «Россия принадлежит Нам», «Эра правой руки», «Я ненавижу коммунистов», «Красный террор», «Либерал», «Два брата», «Синяя болезнь», «Слава победе!», «Каратель «СС Варяг», «Штурмовик», «Хулиганы», «Герои РОА», «Белая гвардия ветеранов», «Белые волки», «Гордость за расу и нацию», «Забастовки», «Качай железо!», «Коловрат над всем миром», «Шитскин (S.H.A.K.P.)», «Никаких шансов для марксистов», «Народная», «Наша Страна», «Рэперы», «Стара России», Слава России!!!, Наш символ — свастика, «Не покупайте у чурок», Правый скинхед, «Зига-зага, пам, пам», Коловрат-Россия, Великие Русы, «Наши Ultras», «Замечательный скинхед, Русские скины, смерть чуркам, Расовая верность, Свободу узникам, Белый легион, «Skinhead song (Песня скинхеда), Вера в НС, Прямая линия, «Смерть скина», Тотальная война, Друзья по пиву, «Русский медведь».